# Língua igala
Igala é a língua dos igalas, um povo habitante dos estados de Cogi, Enugu, Anambra e Edo na Nigéria. Pertence a megagrupo das línguas ioruboides do grupo defoide. Por sua vez pertence à subfamília Volta-níger e família Atlântico-congolesa das línguas nigero-congolesas.